# Olchowo (województwo wielkopolskie)
Olchowo (niem. Sofiental lub Sophiental) – wieś w Polsce położona w województwie wielkopolskim, w powiecie słupeckim, w gminie Zagórów.
| SIMC    | Nazwa    | Rodzaj    |
| ------- | -------- | --------- |
| 0301546 | Mały Las | część wsi |

W latach 1975–1998 miejscowość położona była w województwie konińskim.